# Василев (Черновицкая область)
Василе́в (укр. Василів) — село в Кадубовецкой сельской общине Черновицкого района Черновицкой области Украины.
До 2020 года входило в Заставновский район.
Население по переписи 2001 года составляло 1229 человек. Почтовый индекс — 59416. Телефонный код — 3737. Код КОАТУУ — 7321581901.

## Древнерусский город
Благодаря археологическим исследованиям известно, что летописный город Василев был городом с каменными и деревянными постройками, несколькими церквями, с торгом и пристанью и занимал площадь около 50 га. Город находился на невысоком мысу правого берега Днестра (напротив устья реки Серет) в урочище Замчище. После монголо-татарского нашествия древнерусский торговый путь по Днестру пришёл в упадок и Василев превратился в феодально-зависимое село. На околице села выявлено городище-святилище.